# Konwencja TIR

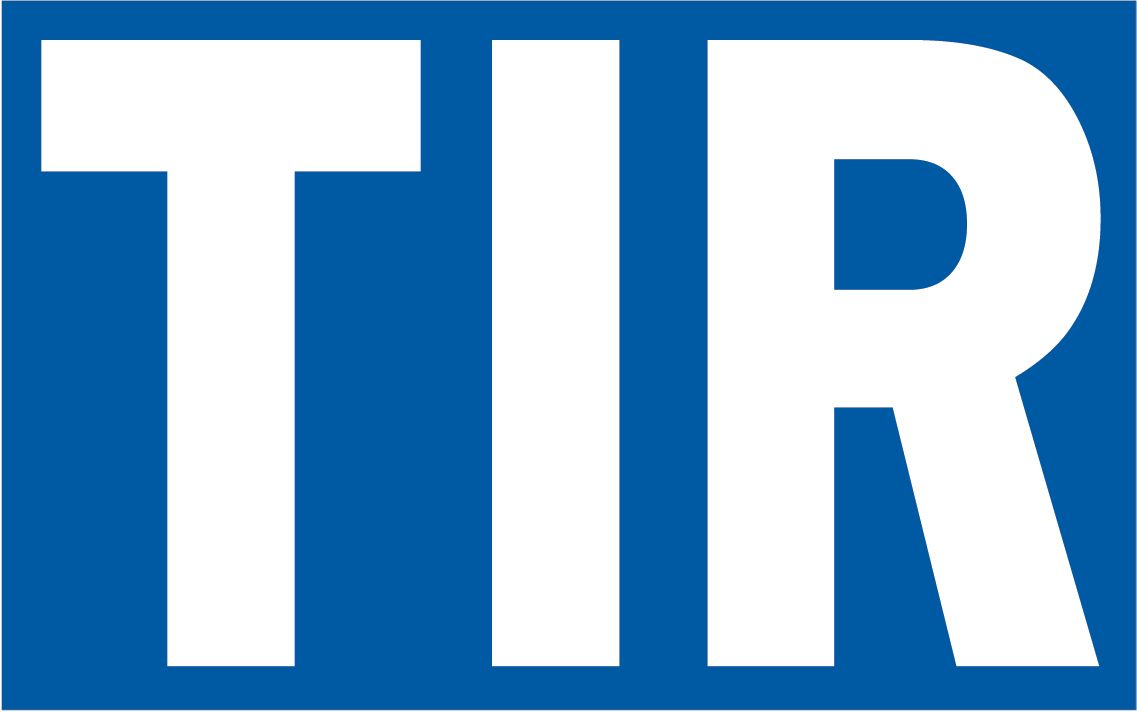
Tabliczka TIR

Konwencja TIR (skrót od fr. Transport International Routier – Międzynarodowy Transport Drogowy) – międzynarodowa konwencja celna z 14 listopada 1975 dotycząca przewozu towarów samochodami ciężarowymi w transporcie międzynarodowym, pozwalająca uprościć procedury na przejściach granicznych i w urzędach celnych przy przewozach drogowych.
Celem konwencji TIR ma być ułatwienie i uproszczenie międzynarodowego transportu towarów polegające na tym, że:
- podczas przekraczania granicy w urzędach celnych (stron konwencji) nie pobiera się żadnych dodatkowych zabezpieczeń czy gwarancji należności celno-podatkowych, które mogą obowiązywać w kraju tranzytowym lub kraju przeznaczenia (taką rolę spełnia funkcjonujący w ramach Konwencji karnet TIR);
- stosując karnet TIR, nie trzeba przygotowywać dokumentacji celnej.

Przewóz wykonywany na podstawie karnetu prowadzi do uznawania zamknięć celnych nakładanych na środki transportu w chwili rozpoczęcia lub kontynuacji tranzytu i znosi czynności kontroli towarzyszące przekraczaniu granicy. Również w trakcie przemieszczania taką kontrolę można prowadzić tylko w uzasadnionych przypadkach podejrzenia popełnienia przestępstwa lub nadużycia. Aby temu zapobiec, przewóz w ramach konwencji powinien odbywać się specjalnie przystosowanymi pojazdami (posiadającymi świadectwo uznania) oznaczonymi tablicą z napisem TIR.
Wymagane jest, aby samochód ciężarowy, jak i zespół pojazdów przewożący towar pod osłoną karnetu TIR, był opatrzony z przodu i z tyłu niebieską tabliczką z białym literowym skrótem TIR. Konwencja celna dotycząca międzynarodowego przewozu towarów z zastosowaniem karnetów TIR co do zasady określa wymagania dotyczące wykorzystywanych pojazdów oraz procedury tranzytowe. Jednak, należy mieć na uwadze, że do przeprowadzania przewozów międzynarodowych realizowanych pod zamknięciem celnym mają również zastosowanie przepisy aktów prawa miejscowego. W przypadku krajów należących do Europejskiego Obszaru Gospodarczego określono wymagania względem kierowców zawodowych wykonujących przewozy międzynarodowe.
Konwencję TIR podpisało 68 stron włączając w to Unię Europejską. Operacje TIR można realizować w 58 krajach. Umowa ta obejmuje:
- całą Europę,
- Afrykę Północną,
- Bliski i Środkowy Wschód,
- Stany Zjednoczone Ameryki i Kanadę,
- w Ameryce Południowej – Chile i Urugwaj.

Przewozy w ramach procedury TIR można realizować w następujących przypadkach:
- jeżeli przewóz rozpoczął się lub ma się zakończyć poza Unią Europejską,
- jeżeli dotyczy przewozu realizowanego z jednego do drugiego miejsca znajdującego się na obszarze Unii Europejskiej przez terytorium kraju trzeciego.

Przepisy zawarte w Konwencji TIR odnoszą się wyłącznie do drogowego transportu towarów w ruchu międzynarodowym. Oznacza to, że karnetu TIR funkcjonującego w ramach tych rozwiązań nie stosuje się do innych rodzajów transportu.
W przypadku transportu drogowego karnet nie będzie obowiązywał, gdy przemieszczanie towaru nie prowadzi do zmiany obszaru celnego. Karnet można więc otworzyć tylko wtedy, gdy przewóz spowoduje przekroczenie granicy celnej.
Operacji TIR nie można stosować w przewozie towarów wrażliwych, do których zalicza się:
- produkty tytoniowe,
- alkohol i produkty pochodne.

W polszczyźnie potocznej „tir” to także określenie dużego samochodu ciężarowego do przewozu towarów na trasach międzynarodowych.

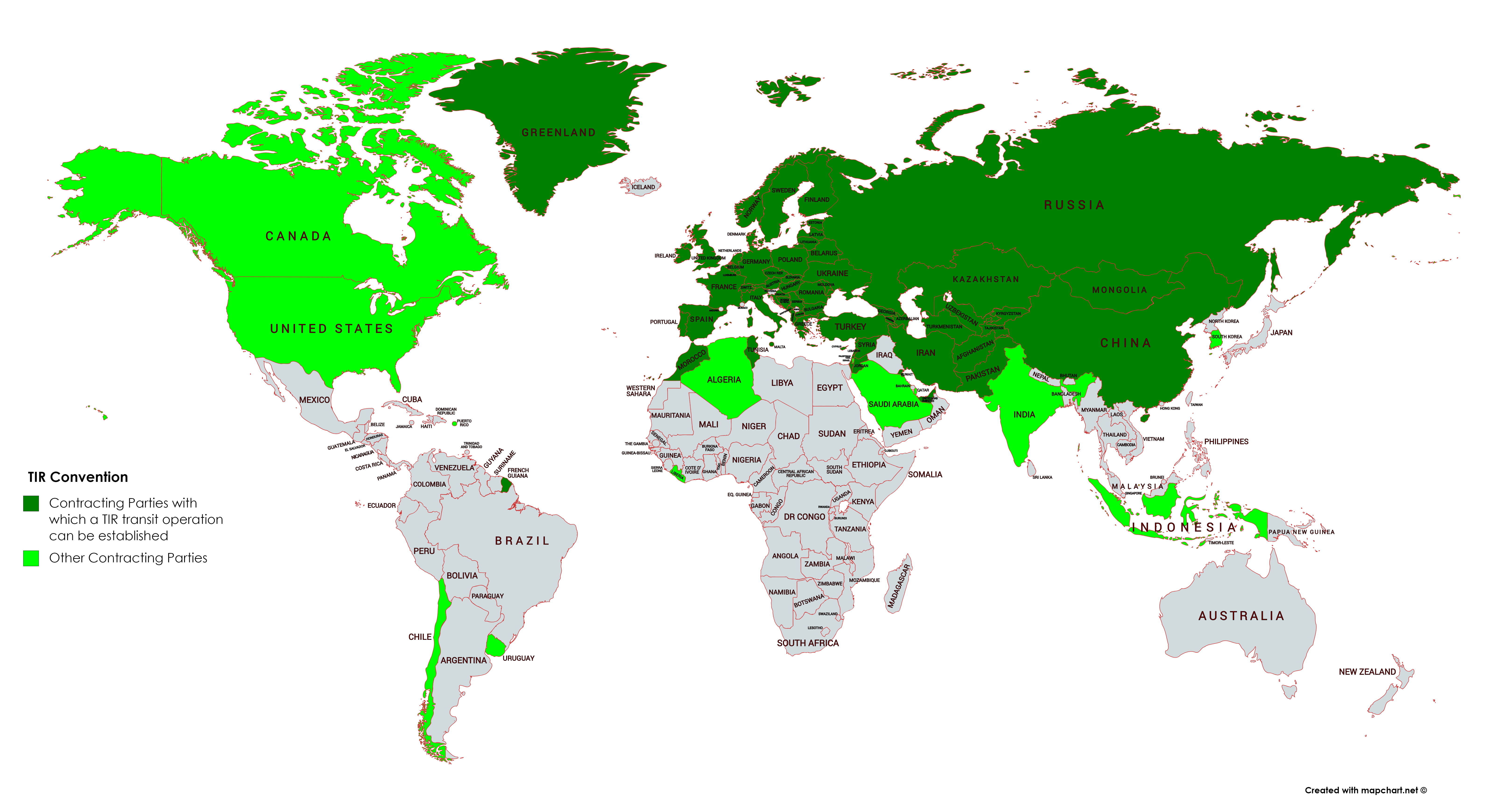
Państwa strony konwencji TIR
Państwa stosujące konwencję bez jej podpisania

     Państwa strony konwencji TIR
     Państwa stosujące konwencję bez jej podpisania

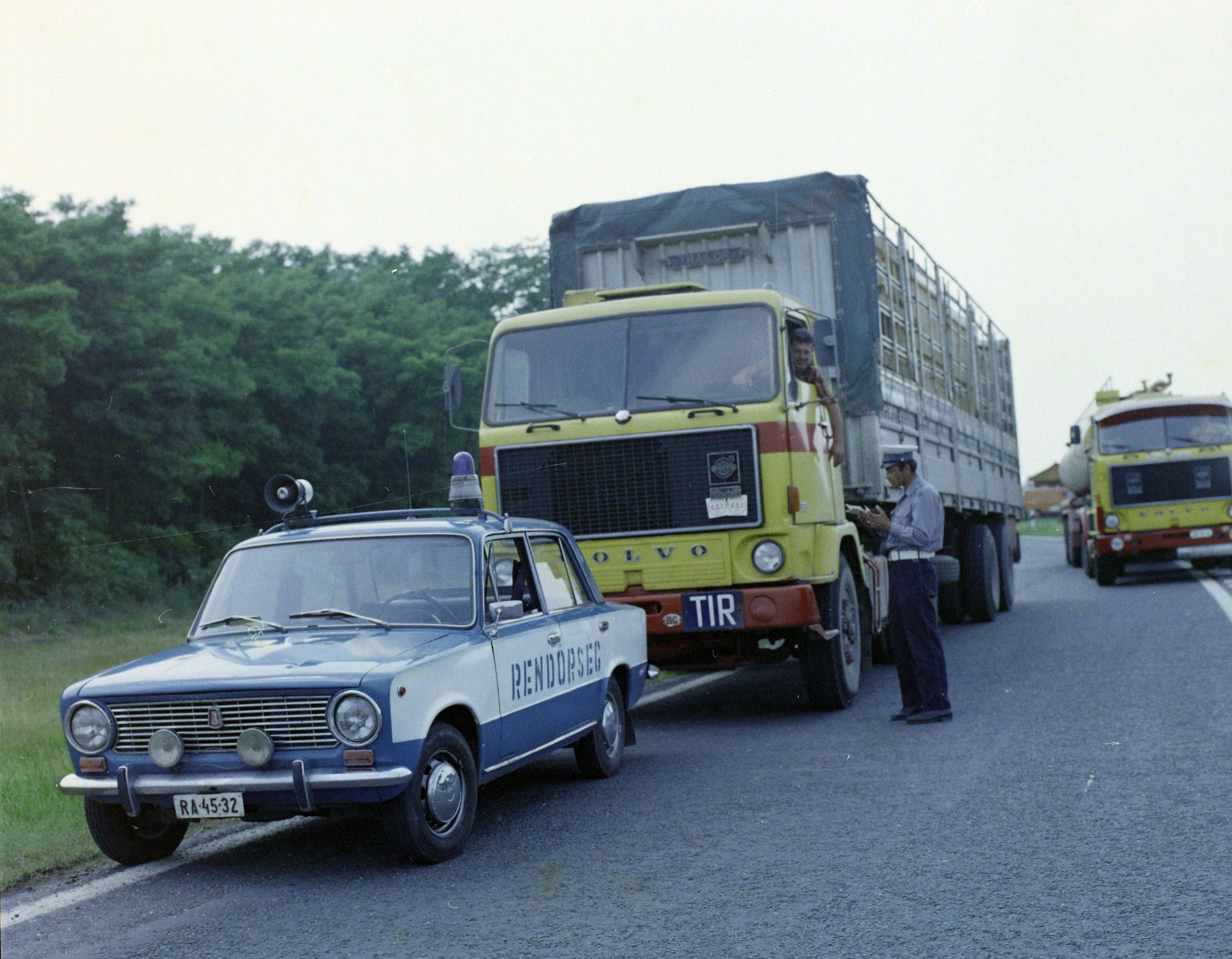
Samochód wykorzystywany w transporcie międzynarodowym w latach 70. kontrolowany przez węgierską policję.
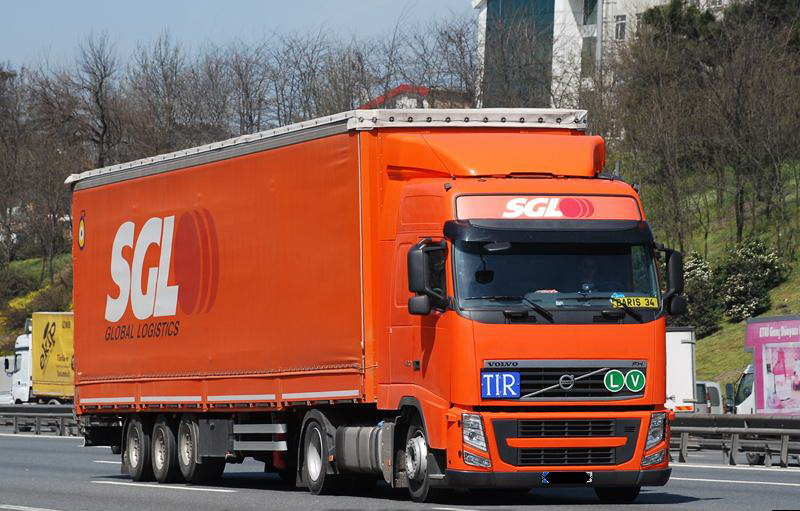
Spotykane zespoły pojazdów w transporcie międzynarodowym.